# اس‌اس کورو
اس‌اس کورو (به انگلیسی: SS Kuru) یک کشتی است.